# Tosanoides aphrodite
O anthias-afrodite (Tosanoides aphrodite) é uma espécie de peixe recifal descoberta em 2018 perto do Brasil, nos Rochedos de São Pedro, no Oceano Atlântico. É a única espécie do gênero Tosanoides que ocorre no Atlântico.
Foi identificado pela primeira vez por Luiz A. Rocha e Hudson Pinheiro, pesquisadores da Academia de Ciências da Califórnia. Apresenta dimorfismo sexual, sendo os machos amarelos com manchas roxas e vermelhas e as fêmeas de cor amarela e pode ser distinguido das outras espécies de Tosanoides pela barbatana dorsal com 15-16 raios macios e pela presença de 9 raios na nadadeira anal. Seu nome é uma homenagem a Afrodite, a deusa grega do amor e da beleza.